# Заводська (зупинний пункт, Одеська залізниця)
Заводська́ — пасажирський залізничний зупинний пункт у межах Шевченківського залізничного вузла Шевченківської дирекції Одеської залізниці.
Розташований у мікрорайоні Поштовий міста Сміла, Черкаський район, Черкаської області  (поблизу комбінату «Дніпро» та кладовища Орел) на лінії Імені Тараса Шевченка — Цвіткове між станціями Імені Тараса Шевченка (3 км) та Перегонівка (7 км).
На платформі зупиняються приміські електропоїзди.